# Csehország a 2008. évi nyári olimpiai játékokon
Csehország a kínai Pekingben megrendezett 2008. évi nyári olimpiai játékok egyik részt vevő nemzete volt. Az országot az olimpián 21 sportágban 134 sportoló képviselte, akik összesen 6 érmet szereztek.

## Érmesek
| Érem  | Versenyző                     | Sportág       | Versenyszám               |
| ----- | ----------------------------- | ------------- | ------------------------- |
| Arany | Barbora Špotáková             | Atlétika      | Női gerelyhajítás         |
| Arany | Kateřina Emmons               | Sportlövészet | Női légpuska              |
| Arany | David Kostelecký              | Sportlövészet | Férfi trap                |
| Ezüst | Ondrej Synek                  | Evezés        | Férfi egypárevezős        |
| Ezüst | Ondřej Štěpánek Jaroslav Volf | Kajak-kenu    | Férfi szlalom kenu kettes |
| Ezüst | Kateřina Emmons               | Sportlövészet | Női sportpuska, összetett |

## Asztalitenisz
Férfi
| Versenyző   | Versenyszám | Selejtező         | 64-es főtábla     | 48-as főtábla                                                | 32-es főtábla     | Nyolcaddöntő      | Negyeddöntő       | Elődöntő          | Döntő             | Helyezés |
| Versenyző   | Versenyszám | Ellenfél Eredmény | Ellenfél Eredmény | Ellenfél Eredmény                                            | Ellenfél Eredmény | Ellenfél Eredmény | Ellenfél Eredmény | Ellenfél Eredmény | Ellenfél Eredmény | Helyezés |
| ----------- | ----------- | ----------------- | ----------------- | ------------------------------------------------------------ | ----------------- | ----------------- | ----------------- | ----------------- | ----------------- | -------- |
| Petr Korbel | Egyes       |                   |                   | Lucjan Błaszczyk (POL) · 9-11, 9-11, 11-7, 4-11, 12-10, 8-11 | kiesett           | kiesett           | kiesett           | kiesett           | kiesett           | 33.      |

Női
| Versenyző     | Versenyszám | Selejtező                                   | 64-es főtábla                                                  | 48-as főtábla                                                     | 32-es főtábla     | Nyolcaddöntő      | Negyeddöntő       | Elődöntő          | Döntő             | Helyezés |
| Versenyző     | Versenyszám | Ellenfél Eredmény                           | Ellenfél Eredmény                                              | Ellenfél Eredmény                                                 | Ellenfél Eredmény | Ellenfél Eredmény | Ellenfél Eredmény | Ellenfél Eredmény | Ellenfél Eredmény | Helyezés |
| ------------- | ----------- | ------------------------------------------- | -------------------------------------------------------------- | ----------------------------------------------------------------- | ----------------- | ----------------- | ----------------- | ----------------- | ----------------- | -------- |
| Dana Hadačová | Egyes       | Zejna Saabán (JOR) · 11-3, 11-6, 11-8, 11-5 | Veranyika Pavlavics (BLR) · 7-11, 11-7, 11-9, 5-11, 11-9, 11-6 | Póta Georgina (HUN) · 3-11, 11-8, 6-11, 14-12, 11-4, 10-12, 10-12 | kiesett           | kiesett           | kiesett           | kiesett           | kiesett           | 33.      |

## Atlétika
Férfi
| Versenyző        | Versenyszám     | Előfutam | Előfutam | Előfutam | Negyeddöntő | Negyeddöntő | Negyeddöntő | Elődöntő | Elődöntő | Elődöntő | Döntő   | Döntő    |
| Versenyző        | Versenyszám     | Idő      | Hely.    | Össz.    | Idő         | Hely.       | Össz.       | Idő      | Hely.    | Össz.    | Idő     | Helyezés |
| ---------------- | --------------- | -------- | -------- | -------- | ----------- | ----------- | ----------- | -------- | -------- | -------- | ------- | -------- |
| Lukáš Milo       | 100 m           | 10,52    | 5.       | 46.*     | kiesett     | kiesett     | kiesett     | kiesett  | kiesett  | kiesett  | kiesett | kiesett  |
| Jiří Vojtík      | 200 m           | 21,05    | 4.       | 41.      | kiesett     | kiesett     | kiesett     | kiesett  | kiesett  | kiesett  | kiesett | kiesett  |
| Rudolf Götz      | 400 m           | 46,38    | 6.       | 42.      |             |             |             | kiesett  | kiesett  | kiesett  | kiesett | kiesett  |
| Jakub Holuša     | 800 m           | 1:48,19  | 3.       | 41.*     |             |             |             | kiesett  | kiesett  | kiesett  | kiesett | kiesett  |
| Stanislav Sajdok | 110 m gát       | 13,89    | 6.       | 34.      | kiesett     | kiesett     | kiesett     | kiesett  | kiesett  | kiesett  | kiesett | kiesett  |
| Petr Svoboda     | 110 m gát       | 13,43    | 3.       | 7.       | 13,41       | 2.          | 7.          | 13,60    | 7.       | 13.*     | kiesett | kiesett  |
| Roman Bílek      | 50 km gyaloglás |          |          |          |             |             |             |          |          |          | 4:18:32 | 45.      |

| Versenyző        | Versenyszám   | Selejtező | Selejtező | Döntő    | Döntő    |
| Versenyző        | Versenyszám   | Eredmény  | Helyezés  | Eredmény | Helyezés |
| ---------------- | ------------- | --------- | --------- | -------- | -------- |
| Roman Novotný    | Távolugrás    | 794 cm    | 12.       | 800 cm   | 8.       |
| Jaroslav Bába    | Magasugrás    | 229 cm    | 1.**      | 229 cm   | 6.       |
| Tomáš Janků      | Magasugrás    | 229 cm    | 1.**      | 229 cm   | 7.       |
| Jan Kudlička     | Rúdugrás      | 565 cm    | 7.*       | 545 cm   | 10.      |
| Štěpán Janáček   | Rúdugrás      | 530 cm    | 30.*      | kiesett  | kiesett  |
| Petr Stehlík     | Súlylökés     | 19,41 m   | 28.       | kiesett  | kiesett  |
| Jan Marcell      | Diszkoszvetés | 59,52 m   | 28.       | kiesett  | kiesett  |
| Lukáš Melich     | Kalapácsvetés | 70,56 m   | 29.       | kiesett  | kiesett  |
| Vitězslav Veselý | Gerelyhajítás | 81,20 m   | 5.        | 76,76 m  | 12.      |

| Versenyző    | Versenyszám | 100 m | 100 m | Távolugrás | Távolugrás | Súlylökés | Súlylökés | Magasugrás | Magasugrás | 400 m | 400 m | 110 m gát | 110 m gát | Diszkoszvetés | Diszkoszvetés | Rúdugrás | Rúdugrás | Gerelyhajítás | Gerelyhajítás | 1500 m  | 1500 m | Végeredmény | Végeredmény |
| Versenyző    | Versenyszám | Idő   | Pont  | Eredmény   | Pont       | Eredmény  | Pont      | Eredmény   | Pont       | Idő   | Pont  | Idő       | Pont      | Eredmény      | Pont          | Eredmény | Pont     | Eredmény      | Pont          | Idő     | Pont   | Pont        | Helyezés    |
| ------------ | ----------- | ----- | ----- | ---------- | ---------- | --------- | --------- | ---------- | ---------- | ----- | ----- | --------- | --------- | ------------- | ------------- | -------- | -------- | ------------- | ------------- | ------- | ------ | ----------- | ----------- |
| Roman Šebrle | Tízpróba    | 11,21 | 814   | 768 cm     | 980        | 14,78 m   | 776       | 211 cm     | 906        | 49,54 | 836   | 14,71     | 885       | 45,50 m       | 777           | 480 cm   | 849      | 63,93 m       | 797           | 4:49,63 | 621    | 8241        | 6.          |

Női
| Versenyző                   | Versenyszám     | Előfutam | Előfutam | Előfutam | Elődöntő | Elődöntő | Elődöntő | Döntő   | Döntő    |
| Versenyző                   | Versenyszám     | Idő      | Hely.    | Össz.    | Idő      | Hely.    | Össz.    | Idő     | Helyezés |
| --------------------------- | --------------- | -------- | -------- | -------- | -------- | -------- | -------- | ------- | -------- |
| Lucie Škrobákova-Martincová | 100 m gát       | 13,18    | 6.       | 25.*     | kiesett  | kiesett  | kiesett  | kiesett | kiesett  |
| Zuzana Hejnová              | 400 m gát       | 55,91    | 3.       | 12.      | 55,17    | 4.       | 8.       | 54,97   | 7.       |
| Zuzana Schindlerová         | 20 km gyaloglás |          |          |          |          |          |          | 1:32:57 | 26.      |

| Versenyző                 | Versenyszám   | Selejtező             | Selejtező             | Döntő    | Döntő    |
| Versenyző                 | Versenyszám   | Eredmény              | Helyezés              | Eredmény | Helyezés |
| ------------------------- | ------------- | --------------------- | --------------------- | -------- | -------- |
| Denisa Ščerbová           | Távolugrás    | 646 cm                | 20.                   | kiesett  | kiesett  |
| Martina Šestáková         | Hármasugrás   | érvényes ugrás nélkül | érvényes ugrás nélkül | kiesett  | kiesett  |
| Romana Dubnová            | Magasugrás    | 193 cm                | 14.*                  | 189 cm   | 15.      |
| Iva Straková              | Magasugrás    | 193 cm                | 7.                    | 193 cm   | 12.*     |
| Kateřina Baďurová         | Rúdugrás      | érvényes ugrás nélkül | érvényes ugrás nélkül | kiesett  | kiesett  |
| Věra Pospíšilová-Cechlová | Diszkoszvetés | 61,61 m               | 9.                    | 61,75 m  | 5.       |
| Lenka Ledvinová           | Kalapácsvetés | 67,17 m               | 26.                   | kiesett  | kiesett  |
| Jarmila Klimešová         | Gerelyhajítás | 57,25 m               | 21.                   | kiesett  | kiesett  |
| Barbora Špotáková         | Gerelyhajítás | 67,69 m               | 1.                    | 71,42 m  |          |

| Versenyző       | Versenyszám | 100 m gát | 100 m gát | Magasugrás | Magasugrás | Súlylökés        | Súlylökés        | 200 m            | 200 m            | Távolugrás       | Távolugrás       | Gerelyhajítás    | Gerelyhajítás    | 800 m            | 800 m            | Végeredmény   | Végeredmény   |
| Versenyző       | Versenyszám | Idő       | Pont      | Eredmény   | Pont       | Eredmény         | Pont             | Idő              | Pont             | Eredmény         | Pont             | Eredmény         | Pont             | Idő              | Pont             | Pont          | Helyezés      |
| --------------- | ----------- | --------- | --------- | ---------- | ---------- | ---------------- | ---------------- | ---------------- | ---------------- | ---------------- | ---------------- | ---------------- | ---------------- | ---------------- | ---------------- | ------------- | ------------- |
| Denisa Ščerbová | Hétpróba    | 13,88     | 995       | 165 cm     | 795        | nem állt rajthoz | nem állt rajthoz | nem állt rajthoz | nem állt rajthoz | nem állt rajthoz | nem állt rajthoz | nem állt rajthoz | nem állt rajthoz | nem állt rajthoz | nem állt rajthoz | nem ért célba | nem ért célba |

* - egy másik versenyzővel azonos eredményt ért el

** - három másik versenyzővel azonos eredményt ért el

## Birkózás

### Férfi
Kötöttfogású
| Versenyző  | Versenyszám | Selejtező         | Nyolcaddöntő                          | Negyeddöntő                         | Elődöntő                     | Vigaszág első kör | Vigaszág elődöntő | Bronz- mérkőzés                 | Döntő             | Helyezés |
| Versenyző  | Versenyszám | Ellenfél Eredmény | Ellenfél Eredmény                     | Ellenfél Eredmény                   | Ellenfél Eredmény            | Ellenfél Eredmény | Ellenfél Eredmény | Ellenfél Eredmény               | Ellenfél Eredmény | Helyezés |
| ---------- | ----------- | ----------------- | ------------------------------------- | ----------------------------------- | ---------------------------- | ----------------- | ----------------- | ------------------------------- | ----------------- | -------- |
| Marek Švec | 96 kg       |                   | Kalojan Dincsev (BUL) · 4-1, 1-3, 1-1 | Ramaz Nozadze (GEO) · 1-1, 1-1, 2-1 | Aszlanbek Hustov (RUS) · TUS |                   |                   | Aszet Mambetov (KAZ) · 0-1, 0-6 |                   | 5.       |

## Cselgáncs
Férfi
| Versenyző      | Versenyszám | Selejtező         | 32-es főtábla                       | Nyolcaddöntő                     | Negyeddöntő       | Elődöntő          | Vigaszág első kör | Vigaszág negyeddöntő | Vigaszág elődöntő | Bronz- mérkőzés   | Döntő             | Helyezés |
| Versenyző      | Versenyszám | Ellenfél Eredmény | Ellenfél Eredmény                   | Ellenfél Eredmény                | Ellenfél Eredmény | Ellenfél Eredmény | Ellenfél Eredmény | Ellenfél Eredmény    | Ellenfél Eredmény | Ellenfél Eredmény | Ellenfél Eredmény | Helyezés |
| -------------- | ----------- | ----------------- | ----------------------------------- | -------------------------------- | ----------------- | ----------------- | ----------------- | -------------------- | ----------------- | ----------------- | ----------------- | -------- |
| Pavel Petřikov | Légsúly     |                   | Denilson Lourenço (BRA) · 0011-0000 | Rishod Sobirov (UZB) · 0001-1000 | kiesett           | kiesett           |                   |                      |                   |                   |                   | 17.      |
| Jaromír Ježek  | Könnyűsúly  |                   | Shokir Mo'minov (UZB) · 0001-1000   | kiesett                          | kiesett           | kiesett           |                   |                      |                   |                   |                   | 21.      |

## Evezés
Férfi
| Versenyző                                                 | Versenyszám              | Előfutam | Előfutam | Vigaszág/ Egypárevezősnél középdöntő | Vigaszág/ Egypárevezősnél középdöntő | Elődöntő | Elődöntő | Elődöntő | Döntő | Döntő   | Döntő | Helyezés |
| Versenyző                                                 | Versenyszám              | Idő      | Hely.    | Idő                                  | Hely.                                | Típus    | Idő      | Hely.    | Típus | Idő     | Hely. | Helyezés |
| --------------------------------------------------------- | ------------------------ | -------- | -------- | ------------------------------------ | ------------------------------------ | -------- | -------- | -------- | ----- | ------- | ----- | -------- |
| Ondrej Synek                                              | Egypárevezős             | 7:23,94  | 1.       | 6:50,23                              | 1.                                   | A/B      | 7:03,57  | 1.       | A     | 7:00,63 | 2.    |          |
| Milan Doleček, Jr. Jakub Hanák David Jirka Petr Vitásek   | Négypárevezős            | 6:00,98  | 5.       | 6:04,95                              | 3.                                   | A/B      | 5:56,38  | 4.       | B     | 5:50,07 | 4.    | 10.      |
| Václav Chalupa, Jr. Jakub Makovička                       | Kormányos nélküli kettes | 6:52,50  | 3.       |                                      |                                      | A/B      | 6:37,88  | 4.       | B     | 6:52,57 | 2.    | 8.       |
| Milan Bruncvik Jan Gruber Michal Horvath Karel Neffe, Jr. | Kormányos nélküli négyes | 6:10,36  | 4.       | 5:58,69                              | 1.                                   | A/B      | 5:58,02  | 2.       | A     | 6:16,56 | 5.    | 5.       |

Női
| Versenyző                                            | Versenyszám  | Előfutam | Előfutam | Vigaszág/ Egypárevezősnél középdöntő | Vigaszág/ Egypárevezősnél középdöntő | Elődöntő | Elődöntő | Elődöntő | Döntő | Döntő   | Döntő | Helyezés |
| Versenyző                                            | Versenyszám  | Idő      | Hely.    | Idő                                  | Hely.                                | Típus    | Idő      | Hely.    | Típus | Idő     | Hely. | Helyezés |
| ---------------------------------------------------- | ------------ | -------- | -------- | ------------------------------------ | ------------------------------------ | -------- | -------- | -------- | ----- | ------- | ----- | -------- |
| Miroslava Knapková                                   | Egypárevezős | 7:51,56  | 1.       | 7:30,33                              | 1.                                   | A/B      | 7:38,14  | 3.       | A     | 7:35,52 | 5.    | 5.       |
| Jitka Antošova Gabriela Vařeková Miroslava Knapková* | Kétpárevezős | 7:04,23  | 2.       | 7:00,75                              | 2.                                   |          |          |          | A     | 7:25,09 | 6.    | 6.       |

* - Jitka Antošova cseréje a döntőben

## Íjászat
Férfi
| Versenyző    | Versenyszám | Selejtező | Selejtező | 64-es főtábla                      | 32-es főtábla     | Nyolcaddöntő      | Negyeddöntő       | Elődöntő          | Döntő             | Helyezés |
| Versenyző    | Versenyszám | Pont      | Kiemelt   | Ellenfél Eredmény                  | Ellenfél Eredmény | Ellenfél Eredmény | Ellenfél Eredmény | Ellenfél Eredmény | Ellenfél Eredmény | Helyezés |
| ------------ | ----------- | --------- | --------- | ---------------------------------- | ----------------- | ----------------- | ----------------- | ----------------- | ----------------- | -------- |
| Martin Bulíř | Egyéni      | 629       | 56.       | Ilario Di Buò (ITA) (9.) · 100-111 | kiesett           | kiesett           | kiesett           | kiesett           | kiesett           | 56.*     |

Női
| Versenyző         | Versenyszám | Selejtező | Selejtező | 64-es főtábla                         | 32-es főtábla     | Nyolcaddöntő      | Negyeddöntő       | Elődöntő          | Döntő             | Helyezés |
| Versenyző         | Versenyszám | Pont      | Kiemelt   | Ellenfél Eredmény                     | Ellenfél Eredmény | Ellenfél Eredmény | Ellenfél Eredmény | Ellenfél Eredmény | Ellenfél Eredmény | Helyezés |
| ----------------- | ----------- | --------- | --------- | ------------------------------------- | ----------------- | ----------------- | ----------------- | ----------------- | ----------------- | -------- |
| Barbora Horáčková | Egyéni      | 620       | 44.       | Viktorija Koval (UKR) (21.) · 107-109 | kiesett           | kiesett           | kiesett           | kiesett           | kiesett           | 34.**    |

* - egy másik versenyzővel azonos eredményt ért el

** - két másik versenyzővel azonos eredményt ért el

## Kajak-kenu

### Síkvízi
Női
| Versenyző                               | Versenyszám        | Előfutam | Előfutam | Előfutam | Elődöntő | Elődöntő | Elődöntő | Döntő    | Döntő    |
| Versenyző                               | Versenyszám        | Idő      | Hely.    | Össz.    | Idő      | Hely.    | Össz.    | Idő      | Helyezés |
| --------------------------------------- | ------------------ | -------- | -------- | -------- | -------- | -------- | -------- | -------- | -------- |
| Jana Blahová Michala Strnadová-Mrůzková | Kajak kettes 500 m | 1:45,104 | 3. D     | 4.       |          |          |          | 1:44,870 | 8.       |

### Szlalom
Férfi
| Versenyző                     | Versenyszám | Selejtező | Selejtező | Selejtező | Selejtező | Selejtező  | Selejtező  | Elődöntő | Elődöntő | Döntő   | Döntő   | Összesítés | Összesítés |
| Versenyző                     | Versenyszám | 1. futam  | 1. futam  | 2. futam  | 2. futam  | Összesítés | Összesítés | Elődöntő | Elődöntő | Döntő   | Döntő   | Összesítés | Összesítés |
| Versenyző                     | Versenyszám | Pont      | Hely.     | Pont      | Hely.     | Pont       | Hely.      | Pont     | Hely.    | Pont    | Hely.   | Pont       | Helyezés   |
| ----------------------------- | ----------- | --------- | --------- | --------- | --------- | ---------- | ---------- | -------- | -------- | ------- | ------- | ---------- | ---------- |
| Vavřinec Hradílek             | Kajak egyes | 85,61     | 8.        | 86,41     | 10.       | 172,02     | 7.         | 88,97    | 11.      | kiesett | kiesett | kiesett    | kiesett    |
| Stanislav Ježek               | Kenu egyes  | 85,69     | 2.        | 86,40     | 7.        | 172,09     | 4.         | 89,85    | 2.       | 92,44   | 6.      | 182,29     | 5.         |
| Ondřej Štěpánek Jaroslav Volf | Kenu kettes | 93,78     | 2.        | 97,16     | 5.        | 190,94     | 4.         | 95,33    | 3.       | 97,56   | 3.      | 192,89     |            |

Női
| Versenyző           | Versenyszám | Selejtező | Selejtező | Selejtező | Selejtező | Selejtező  | Selejtező  | Elődöntő | Elődöntő | Döntő  | Döntő | Összesítés | Összesítés |
| Versenyző           | Versenyszám | 1. futam  | 1. futam  | 2. futam  | 2. futam  | Összesítés | Összesítés | Elődöntő | Elődöntő | Döntő  | Döntő | Összesítés | Összesítés |
| Versenyző           | Versenyszám | Pont      | Hely.     | Pont      | Hely.     | Pont       | Hely.      | Pont     | Hely.    | Pont   | Hely. | Pont       | Helyezés   |
| ------------------- | ----------- | --------- | --------- | --------- | --------- | ---------- | ---------- | -------- | -------- | ------ | ----- | ---------- | ---------- |
| Štěpánka Hilgertová | Kajak egyes | 97,14     | 6.        | 91,99     | 2.        | 189,13     | 3.         | 101,78   | 3.       | 242,63 | 9.    | 344,41     | 9.         |

## Kerékpározás

### BMX
| Versenyző     | Versenyszám | Selejtező | Selejtező | Negyeddöntő | Negyeddöntő | Elődöntő | Elődöntő | Döntő   | Döntő    |
| Versenyző     | Versenyszám | Idő       | Helyezés  | Pont        | Helyezés    | Pont     | Helyezés | Idő     | Helyezés |
| ------------- | ----------- | --------- | --------- | ----------- | ----------- | -------- | -------- | ------- | -------- |
| Michal Prokop | Férfi       | 36,689    | 20.       | 18          | 6.          | kiesett  | kiesett  | kiesett | kiesett  |
| Jana Horáková | Női         | 38,077    | 8.        |             |             | 16       | 5.       | kiesett | kiesett  |

### Hegyi-kerékpározás
| Versenyző        | Versenyszám        | Idő           | Helyezés      |
| ---------------- | ------------------ | ------------- | ------------- |
| Jaroslav Kulhavý | Férfi terepverseny | 2:03:20       | 18.           |
| Tereza Huřiková  | Női terepverseny   | nem ért célba | nem ért célba |

### Országúti kerékpározás
Férfi
| Versenyző       | Versenyszám   | Idő              | Helyezés |
| --------------- | ------------- | ---------------- | -------- |
| Petr Benčik     | Mezőnyverseny | 6:39:42 (+15:13) | 74.      |
| Roman Kreuziger | Mezőnyverseny | 6:26:35 (+2:46)  | 44.      |

### Pálya-kerékpározás
Sprintversenyek
| Versenyző                             | Versenyszám         | Selejtező | Selejtező | 1. forduló           | Vigaszág               | Vigaszág | 2. forduló           | Vigaszág               | Vigaszág | 9–12. helyért          | 9–12. helyért | 5–8. helyért           | 5–8. helyért | Elődöntő             | Döntő                | Helyezés |
| Versenyző                             | Versenyszám         | Idő       | Hely.     | Ellenfél Győztes idő | Ellenfelek Győztes idő | Hely.    | Ellenfél Győztes idő | Ellenfelek Győztes idő | Hely.    | Ellenfelek Győztes idő | Hely.         | Ellenfelek Győztes idő | Hely.        | Ellenfél Győztes idő | Ellenfél Győztes idő | Helyezés |
| ------------------------------------- | ------------------- | --------- | --------- | -------------------- | ---------------------- | -------- | -------------------- | ---------------------- | -------- | ---------------------- | ------------- | ---------------------- | ------------ | -------------------- | -------------------- | -------- |
| Adam Ptáčník                          | Férfi egyéni sprint | 10,569    | 19.       | kiesett              | kiesett                | kiesett  | kiesett              | kiesett                | kiesett  | kiesett                | kiesett       | kiesett                | kiesett      | kiesett              | kiesett              | 20.      |
| Tomáš Bábek Adam Ptáčník Denis Špička | Férfi csapatsprint  | 45,678    | 11.       |                      |                        |          |                      |                        |          |                        |               |                        |              | kiesett              | kiesett              | 10.      |

Üldözőversenyek
| Lada Kozlíková | Női egyéni üldözőverseny | 3:39,561 | 8. | Wendy Houvenaghel (GBR) · 3:27,829 | nem ért célba | nem ért célba | kiesett | kiesett | kiesett | kiesett | kiesett |

Keirin
| Versenyző    | Versenyszám  | 1. forduló | Vigaszág | 2. forduló | Döntő    | Helyezés |
| Versenyző    | Versenyszám  | Helyezés   | Helyezés | Helyezés   | Helyezés | Helyezés |
| ------------ | ------------ | ---------- | -------- | ---------- | -------- | -------- |
| Denis Špička | Férfi keirin | 4.         | 2.       | kiesett    | kiesett  | 13.      |

Pontversenyek
| Versenyző                    | Versenyszám       | Pont | Helyezés |
| ---------------------------- | ----------------- | ---- | -------- |
| Milan Kadlec                 | Férfi pontverseny | 22   | 9.       |
| Lada Kozlíková               | Női pontverseny   | 2    | 13.      |
| Milan Kadlec Alois Kaňkovský | Férfi madison     | 3    | 13.      |

## Kosárlabda

### Női

#### Eredmények
Csoportkör
B csoport
| Csapat                 | M | Gy | V | P+  | P–  | Pk   |
| ---------------------- | - | -- | - | --- | --- | ---- |
| Egyesült Államok (USA) | 5 | 5  | 0 | 491 | 276 | +215 |
| Kína (CHN)             | 5 | 4  | 1 | 358 | 346 | +12  |
| Spanyolország (ESP)    | 5 | 3  | 2 | 350 | 354 | –4   |
| Csehország (CZE)       | 5 | 2  | 3 | 353 | 326 | +27  |
| Új-Zéland (NZL)        | 5 | 1  | 4 | 320 | 423 | –103 |
| Mali (MLI)             | 5 | 0  | 5 | 255 | 402 | –147 |

| 2008. augusztus 9. 20:00 | Egyesült Államok (USA)                   | 97–57     | Csehország (CZE) | Vukoszung Sportcsarnok, Peking Nézőszám: 11 083 Játékvezetők: Michael Aylen (AUS) |
| 2008. augusztus 9. 20:00 | (22–17, 27–14, 26–13, 22–13) Jegyzőkönyv |           |                  | Vukoszung Sportcsarnok, Peking Nézőszám: 11 083 Játékvezetők: Michael Aylen (AUS) |
| 2008. augusztus 9. 20:00 | Pondexter 12                             | Pont      | Veselá 8         | Vukoszung Sportcsarnok, Peking Nézőszám: 11 083 Játékvezetők: Michael Aylen (AUS) |
| 2008. augusztus 9. 20:00 | Fowles 14                                | Lepattanó | Veselá 9         | Vukoszung Sportcsarnok, Peking Nézőszám: 11 083 Játékvezetők: Michael Aylen (AUS) |
| 2008. augusztus 9. 20:00 | Lawson 3                                 | Gólpassz  | Machová 4        | Vukoszung Sportcsarnok, Peking Nézőszám: 11 083 Játékvezetők: Michael Aylen (AUS) |

| 2008. augusztus 11. 11:15 | Csehország (CZE)                        | 81–47     | Mali (MLI) | Vukoszung Sportcsarnok, Peking Nézőszám: 11 083 Játékvezetők: Scott Butler (AUS) |
| 2008. augusztus 11. 11:15 | (23–4, 15–18, 18–11, 25–14) Jegyzőkönyv |           |            | Vukoszung Sportcsarnok, Peking Nézőszám: 11 083 Játékvezetők: Scott Butler (AUS) |
| 2008. augusztus 11. 11:15 | Machová 14                              | Pont      | Sissoko 24 | Vukoszung Sportcsarnok, Peking Nézőszám: 11 083 Játékvezetők: Scott Butler (AUS) |
| 2008. augusztus 11. 11:15 | Kulichová, Večeřová 7                   | Lepattanó | Sissoko 13 | Vukoszung Sportcsarnok, Peking Nézőszám: 11 083 Játékvezetők: Scott Butler (AUS) |
| 2008. augusztus 11. 11:15 | Mokrosová 3                             | Gólpassz  | Bagayoko 3 | Vukoszung Sportcsarnok, Peking Nézőszám: 11 083 Játékvezetők: Scott Butler (AUS) |

| 2008. augusztus 13. 11:15 | Spanyolország (ESP)                     | 74–55     | Csehország (CZE) | Vukoszung Sportcsarnok, Peking Nézőszám: 11 083 Játékvezetők: Carl Jungebrand (FIN) |
| 2008. augusztus 13. 11:15 | (15–21, 13–6, 30–11, 16–17) Jegyzőkönyv |           |                  | Vukoszung Sportcsarnok, Peking Nézőszám: 11 083 Játékvezetők: Carl Jungebrand (FIN) |
| 2008. augusztus 13. 11:15 | Montañana 20                            | Pont      | Vítečková 12     | Vukoszung Sportcsarnok, Peking Nézőszám: 11 083 Játékvezetők: Carl Jungebrand (FIN) |
| 2008. augusztus 13. 11:15 | Pascua 8                                | Lepattanó | Machová 8        | Vukoszung Sportcsarnok, Peking Nézőszám: 11 083 Játékvezetők: Carl Jungebrand (FIN) |
| 2008. augusztus 13. 11:15 | Palau 5                                 | Gólpassz  | Machová 5        | Vukoszung Sportcsarnok, Peking Nézőszám: 11 083 Játékvezetők: Carl Jungebrand (FIN) |

| 2008. augusztus 15. 09:00 | Csehország (CZE)                        | 90–59     | Új-Zéland (NZL) | Vukoszung Sportcsarnok, Peking Nézőszám: 11 083 Játékvezetők: Chantal Julien (FRA) |
| 2008. augusztus 15. 09:00 | (26–12, 18–19, 21–7, 25–21) Jegyzőkönyv |           |                 | Vukoszung Sportcsarnok, Peking Nézőszám: 11 083 Játékvezetők: Chantal Julien (FRA) |
| 2008. augusztus 15. 09:00 | Machová 23                              | Pont      | Marino 22       | Vukoszung Sportcsarnok, Peking Nézőszám: 11 083 Játékvezetők: Chantal Julien (FRA) |
| 2008. augusztus 15. 09:00 | Veselá 10                               | Lepattanó | Wallbutton 10   | Vukoszung Sportcsarnok, Peking Nézőszám: 11 083 Játékvezetők: Chantal Julien (FRA) |
| 2008. augusztus 15. 09:00 | Veselá 5                                | Gólpassz  | Bates 5         | Vukoszung Sportcsarnok, Peking Nézőszám: 11 083 Játékvezetők: Chantal Julien (FRA) |

| 2008. augusztus 17. 20:00 | Csehország (CZE)                         | 63–79     | Kína (CHN)      | Vukoszung Sportcsarnok, Peking Nézőszám: 11 083 Játékvezetők: Stephen Seibel (CAN) |
| 2008. augusztus 17. 20:00 | (11–24, 14–17, 20–24, 18–14) Jegyzőkönyv |           |                 | Vukoszung Sportcsarnok, Peking Nézőszám: 11 083 Játékvezetők: Stephen Seibel (CAN) |
| 2008. augusztus 17. 20:00 | Hartigová 15                             | Pont      | Miao Li-csie 21 | Vukoszung Sportcsarnok, Peking Nézőszám: 11 083 Játékvezetők: Stephen Seibel (CAN) |
| 2008. augusztus 17. 20:00 | Veselá, Večeřová 8                       | Lepattanó | Pien Lan 9      | Vukoszung Sportcsarnok, Peking Nézőszám: 11 083 Játékvezetők: Stephen Seibel (CAN) |
| 2008. augusztus 17. 20:00 | Veselá, Machová 3                        | Gólpassz  | Csen Nan 3      | Vukoszung Sportcsarnok, Peking Nézőszám: 11 083 Játékvezetők: Stephen Seibel (CAN) |

Negyeddöntő
| 2008. augusztus 19. 16:45 | Ausztrália (AUS)                        | 79–46     | Csehország (CZE)    | Vukoszung Sportcsarnok, Peking Nézőszám: 11 083 Játékvezetők: Romualdas Brazauskas (LTU) |
| 2008. augusztus 19. 16:45 | (23–10, 15–7, 23–10, 17–19) Jegyzőkönyv |           |                     | Vukoszung Sportcsarnok, Peking Nézőszám: 11 083 Játékvezetők: Romualdas Brazauskas (LTU) |
| 2008. augusztus 19. 16:45 | Jackson 17                              | Pont      | Večeřová, Machová 8 | Vukoszung Sportcsarnok, Peking Nézőszám: 11 083 Játékvezetők: Romualdas Brazauskas (LTU) |
| 2008. augusztus 19. 16:45 | Jackson 12                              | Lepattanó | Kulichová 5         | Vukoszung Sportcsarnok, Peking Nézőszám: 11 083 Játékvezetők: Romualdas Brazauskas (LTU) |
| 2008. augusztus 19. 16:45 | Harrower 4                              | Gólpassz  | Machová 4           | Vukoszung Sportcsarnok, Peking Nézőszám: 11 083 Játékvezetők: Romualdas Brazauskas (LTU) |

| Csapat           | Helyezés |
| ---------------- | -------- |
| Csehország (CZE) | 6.       |

## Lovaglás
Lovastusa
| Versenyző      | Ló    | Versenyszám | Díjlovaglás | Díjlovaglás | Tereplovaglás | Tereplovaglás | Tereplovaglás | Díjugratás | Díjugratás | Díjugratás | Díjugratás | Végeredmény | Végeredmény |
| Versenyző      | Ló    | Versenyszám | Díjlovaglás | Díjlovaglás | Tereplovaglás | Tereplovaglás | Tereplovaglás | 1. kör     | 1. kör     | 2. kör     | 2. kör     | Végeredmény | Végeredmény |
| Versenyző      | Ló    | Versenyszám | Bünt.       | Hely.       | Bünt.         | Hely.         | Össz.         | Bünt.      | Hely.      | Bünt.      | Hely.      | Bünt.       | Helyezés    |
| -------------- | ----- | ----------- | ----------- | ----------- | ------------- | ------------- | ------------- | ---------- | ---------- | ---------- | ---------- | ----------- | ----------- |
| Jaroslav Hatla | Karla | Egyéni      | 52,8        | 42.         | nem ért célba | nem ért célba | nem ért célba | kiesett    | kiesett    | kiesett    | kiesett    | kiesett     | kiesett     |

## Öttusa
| Versenyző        | Versenyszám | Lövészet | Lövészet | Lövészet | Vívás    | Vívás | Vívás | Úszás   | Úszás | Úszás | Lovaglás | Lovaglás | Lovaglás | Lovaglás | Futás    | Futás | Futás | Összesen    | Összesen |
| Versenyző        | Versenyszám | Pontszám | Pont     | Hely.    | Eredmény | Pont  | Hely. | Idő     | Pont  | Hely. | Idő      | Hibapont | Pont     | Hely.    | Idő      | Pont  | Hely. | Összes pont | Helyezés |
| ---------------- | ----------- | -------- | -------- | -------- | -------- | ----- | ----- | ------- | ----- | ----- | -------- | -------- | -------- | -------- | -------- | ----- | ----- | ----------- | -------- |
| Michal Michalík  | Férfi       | 188      | 1192     | 3.       | 16-19    | 784   | 21.   | 2:08,37 | 1260  | 24.   | 1:09,37  | 28       | 1172     | 1.       | 9:47,25  | 1052  | 26.   | 5460        | 6.       |
| David Svoboda    | Férfi       | 191      | 1228     | 1.       | 24-11    | 976   | 3.    | 2:05,40 | 1296  | 17.   | 2:29,00  | 1016     | 184      | 32.**    | 9:24,35  | 1144  | 11.   | 4828        | 29.      |
| Lucie Grolichová | Női         | 177      | 1060     | 21.      | 23-12    | 952   | 3.*   | 2:19,78 | 1244  | 19.   | 1:00,79  | 140      | 1060     | 26.      | 11:06,47 | 1056  | 28.   | 5372        | 16.      |

* - egy másik versenyzővel azonos eredményt ért el

** - nem ért célba

## Sportlövészet
Férfi
| Versenyző        | Versenyszám           | Selejtező | Selejtező | Döntő   | Döntő    |
| Versenyző        | Versenyszám           | Pont      | Helyezés  | Pont    | Helyezés |
| ---------------- | --------------------- | --------- | --------- | ------- | -------- |
| Martin Pohráský  | Gyorstüzelő pisztoly  | 565       | 14.       | kiesett | kiesett  |
| Martin Strnad    | Gyorstüzelő pisztoly  | 562       | 16.       | kiesett | kiesett  |
| Martin Tenk      | Szabadpisztoly        | 544       | 36.       | kiesett | kiesett  |
| Václav Haman     | Légpuska              | 593       | 13.       | kiesett | kiesett  |
| Václav Haman     | Sportpuska, összetett | 1163      | 23.       | kiesett | kiesett  |
| Tomáš Jeřábek    | Sportpuska, fekvő     | 586       | 46.       | kiesett | kiesett  |
| Miroslav Varga   | Sportpuska, fekvő     | 590       | 29.       | kiesett | kiesett  |
| David Kostelecký | Trap                  | 121       | 2.        | 146     |          |
| Jan Sychra       | Skeet                 | 117       | 16.       | kiesett | kiesett  |

Női
| Versenyző         | Versenyszám           | Selejtező | Selejtező | Döntő   | Döntő    |
| Versenyző         | Versenyszám           | Pont      | Helyezés  | Pont    | Helyezés |
| ----------------- | --------------------- | --------- | --------- | ------- | -------- |
| Lenka Hyková      | Légpisztoly           | 379       | 26.       | kiesett | kiesett  |
| Lenka Hyková      | Sportpisztoly         | 578       | 20.       | kiesett | kiesett  |
| Michaela Musilová | Sportpisztoly         | 571       | 34.       | kiesett | kiesett  |
| Michaela Musilová | Légpisztoly           | 375       | 35.       | kiesett | kiesett  |
| Kateřina Emmons   | Légpuska              | 400       | 1.        | 503,5   |          |
| Kateřina Emmons   | Sportpuska, összetett | 586       | 6.        | 687,7   |          |
| Adéla Sýkorová    | Sportpuska, összetett | 578       | 19.       | kiesett | kiesett  |
| Pavla Kalná       | Légpuska              | 392       | 31.       | kiesett | kiesett  |

## Súlyemelés
Férfi
| Versenyző    | Versenyszám | Szakítás | Szakítás | Lökés    | Lökés    | Összesen | Helyezés |
| Versenyző    | Versenyszám | Eredmény | Helyezés | Eredmény | Helyezés | Összesen | Helyezés |
| ------------ | ----------- | -------- | -------- | -------- | -------- | -------- | -------- |
| Libor Wälzer | 105 kg      | 163,0    | 17.      | 187,0    | 16.      | 350,0    | 15.      |

## Szinkronúszás
| Versenyző                       | Versenyszám | Technikai gyakorlat | Technikai gyakorlat | Selejtező        | Selejtező        | Selejtező  | Selejtező  | Döntő            | Döntő            | Döntő      | Döntő      | Helyezés |
| Versenyző                       | Versenyszám | Technikai gyakorlat | Technikai gyakorlat | Szabad gyakorlat | Szabad gyakorlat | Összesítés | Összesítés | Szabad gyakorlat | Szabad gyakorlat | Összesítés | Összesítés | Helyezés |
| Versenyző                       | Versenyszám | Pont                | Hely.               | Pont             | Hely.            | Pont       | Hely.      | Pont             | Hely.            | Pont       | Hely.      | Helyezés |
| ------------------------------- | ----------- | ------------------- | ------------------- | ---------------- | ---------------- | ---------- | ---------- | ---------------- | ---------------- | ---------- | ---------- | -------- |
| Soňa Bernardová Alžběta Dufková | Páros       | 42,500              | 18.                 | 42,750           | 18.              | 85,250     | 18.        | kiesett          | kiesett          | kiesett    | kiesett    | 18.      |

## Tenisz
Férfi
| Versenyző                    | Versenyszám | 64-es főtábla                         | 32-es főtábla                                                  | Nyolcaddöntő                                                                | Negyeddöntő       | Elődöntő          | Bronz- mérkőzés   | Döntő             | Helyezés |
| Versenyző                    | Versenyszám | Ellenfél Eredmény                     | Ellenfél Eredmény                                              | Ellenfél Eredmény                                                           | Ellenfél Eredmény | Ellenfél Eredmény | Ellenfél Eredmény | Ellenfél Eredmény | Helyezés |
| ---------------------------- | ----------- | ------------------------------------- | -------------------------------------------------------------- | --------------------------------------------------------------------------- | ----------------- | ----------------- | ----------------- | ----------------- | -------- |
| Tomáš Berdych                | Egyes       | Jü Hszin-jüan (CHN) · 6-1, 6-2        | Andreas Seppi (ITA) · 6-3, 7-6                                 | Roger Federer (SUI) · 3-6, 6-7                                              | kiesett           | kiesett           | kiesett           | kiesett           | 9.       |
| Ivo Minář                    | Egyes       | Olivier Rochus (BEL) · 3-6, 6-3, 3-6  | kiesett                                                        | kiesett                                                                     | kiesett           | kiesett           | kiesett           | kiesett           | 33.      |
| Radek Štěpánek               | Egyes       | Michaël Llodra (FRA) · 6-4, 6-7, 9-11 | kiesett                                                        | kiesett                                                                     | kiesett           | kiesett           | kiesett           | kiesett           | 33.      |
| Jiří Vaněk                   | Egyes       | Mihail Juzsnij (RUS) · 4-6, 1-6       | kiesett                                                        | kiesett                                                                     | kiesett           | kiesett           | kiesett           | kiesett           | 33.      |
| Tomáš Berdych Radek Štěpánek | Páros       |                                       | Brazília (BRA) · Marcelo Melo · André Sá · 7-5, 2-6, 6-8       | kiesett                                                                     | kiesett           | kiesett           | kiesett           | kiesett           | 17.      |
| Martin Damm Pavel Vizner     | Páros       |                                       | Szerbia (SRB) · Novak Đoković · Nenad Zimonjić · 3-6, 6-0, 6-2 | Lengyelország (POL) · Mariusz Fyrstenberg · Marcin Makowski · 6-1, 6-7, 5-7 | kiesett           | kiesett           | kiesett           | kiesett           | 9.       |

Női
| Versenyző                       | Versenyszám | 64-es főtábla                                | 32-es főtábla                                                             | Nyolcaddöntő                    | Negyeddöntő       | Elődöntő          | Bronz- mérkőzés   | Döntő             | Helyezés |
| Versenyző                       | Versenyszám | Ellenfél Eredmény                            | Ellenfél Eredmény                                                         | Ellenfél Eredmény               | Ellenfél Eredmény | Ellenfél Eredmény | Ellenfél Eredmény | Ellenfél Eredmény | Helyezés |
| ------------------------------- | ----------- | -------------------------------------------- | ------------------------------------------------------------------------- | ------------------------------- | ----------------- | ----------------- | ----------------- | ----------------- | -------- |
| Iveta Benešová                  | Egyes       | Szánija Mirza (IND) · 6-2, 2-1 feladta       | Venus Williams (USA) · 4-6, 1-6                                           | kiesett                         | kiesett           | kiesett           | kiesett           | kiesett           | 17.      |
| Lucie Šafářová                  | Egyes       | Maret Ani (EST) · 6-4, 6-2                   | Marija Koritceva (UKR) · 2-6, 6-1, 7-5                                    | Sybille Bammer (AUT) · 5-7, 4-6 | kiesett           | kiesett           | kiesett           | kiesett           | 9.       |
| Nicole Vaidišová                | Egyes       | Alizé Cornet (FRA) · 6-4, 1-6, 4-6           | kiesett                                                                   | kiesett                         | kiesett           | kiesett           | kiesett           | kiesett           | 33.      |
| Klára Koukalová                 | Egyes       | Nuria Llagostera Vives (ESP) · 6-2, 3-6, 5-7 | kiesett                                                                   | kiesett                         | kiesett           | kiesett           | kiesett           | kiesett           | 33.      |
| Iveta Benešová Nicole Vaidišová | Páros       |                                              | Egyesült Államok (USA) · Serena Williams · Venus Williams · 6-4, 5-7, 1-6 | kiesett                         | kiesett           | kiesett           | kiesett           | kiesett           | 17.      |
| Petra Kvitová Lucie Šafářová    | Páros       |                                              | Ausztrália (AUS) · Samantha Stosur · Rennae Stubbs · 1-6, 0-6,            | kiesett                         | kiesett           | kiesett           | kiesett           | kiesett           | 17.      |

## Tollaslabda
| Versenyző         | Versenyszám | Selejtező                                | 32-es főtábla                      | Nyolcaddöntő      | Negyeddöntő       | Elődöntő          | Bronz- mérkőzés   | Döntő             | Helyezés |
| Versenyző         | Versenyszám | Ellenfél Eredmény                        | Ellenfél Eredmény                  | Ellenfél Eredmény | Ellenfél Eredmény | Ellenfél Eredmény | Ellenfél Eredmény | Ellenfél Eredmény | Helyezés |
| ----------------- | ----------- | ---------------------------------------- | ---------------------------------- | ----------------- | ----------------- | ----------------- | ----------------- | ----------------- | -------- |
| Petr Koukal       | Férfi egyes | Andrew Smith (GBR) · 21-10, 12-21, 15-21 | kiesett                            | kiesett           | kiesett           | kiesett           | kiesett           | kiesett           | 33.      |
| Kristina Ludíková | Női egyes   | Grace Daniel (NGR) · 21-13, 21-8         | Tracey Hallam (GBR) · 18-21, 13-21 | kiesett           | kiesett           | kiesett           | kiesett           | kiesett           | 17.      |

## Torna
Férfi
| Versenyző      | Versenyszám      | Selejtező | Selejtező | Döntő    | Döntő    |
| Versenyző      | Versenyszám      | Pontszám  | Helyezés  | Pontszám | Helyezés |
| -------------- | ---------------- | --------- | --------- | -------- | -------- |
| Martin Konečný | Nyújtó           | 13,125    | 73.       | kiesett  | kiesett  |
| Martin Konečný | Lólengés         | 13,650    | 58.       | kiesett  | kiesett  |
| Martin Konečný | Egyéni összetett | 26,775    | 93.       | kiesett  | kiesett  |

Női
| Versenyző         | Versenyszám      | Selejtező | Selejtező | Döntő    | Döntő    |
| Versenyző         | Versenyszám      | Pontszám  | Helyezés  | Pontszám | Helyezés |
| ----------------- | ---------------- | --------- | --------- | -------- | -------- |
| Kristýna Palešová | Talaj            | 13,300    | 73.       | kiesett  | kiesett  |
| Kristýna Palešová | Ugrás            | 14,325    |           | kiesett  | kiesett  |
| Kristýna Palešová | Felemás korlát   | 15,100    | 15.       | kiesett  | kiesett  |
| Kristýna Palešová | Gerenda          | 15,075    | 21.       | kiesett  | kiesett  |
| Kristýna Palešová | Egyéni összetett | 57,800    | 26.       | 56,975   | 21.      |

### Trambulin
| Versenyző    | Versenyszám | Selejtező | Selejtező | Döntő    | Döntő    |
| Versenyző    | Versenyszám | Pontszám  | Helyezés  | Pontszám | Helyezés |
| ------------ | ----------- | --------- | --------- | -------- | -------- |
| Lenka Popkin | Női         | 57,6      | 15.       | kiesett  | kiesett  |

## Triatlon
| Versenyző             | Versenyszám | 1,5 km úszás | 1,5 km úszás | 40 km kerékpározás | 40 km kerékpározás | 10 km futás      | 10 km futás      | Összesítés    | Összesítés    |
| Versenyző             | Versenyszám | Idő          | Hely.        | Idő                | Hely.              | Idő              | Hely.            | Idő           | Helyezés      |
| --------------------- | ----------- | ------------ | ------------ | ------------------ | ------------------ | ---------------- | ---------------- | ------------- | ------------- |
| Filip Ospalý          | Férfi       | 18:17        | 19.          | 58:56              | 23.*               | 32:41            | 19.              | 1:50:53,69    | 20.           |
| Vendula Frintová      | Női         | 20:53        | 43.          | 1:05:29            | 30.                | 36:06            | 15.              | 2:03:27,49    | 23.           |
| Lenka Radová-Zemanová | Női         | 20:00        | 22.          | nem teljesítette   | nem teljesítette   | nem teljesítette | nem teljesítette | nem ért célba | nem ért célba |

* - öt másik versenyzővel azonos időt ért el

## Úszás
Férfi
| Versenyző         | Versenyszám      | Előfutam | Előfutam | Előfutam | Elődöntő | Elődöntő | Elődöntő | Döntő     | Döntő    |
| Versenyző         | Versenyszám      | Idő      | Hely.    | Össz.    | Idő      | Hely.    | Össz.    | Idő       | Helyezés |
| ----------------- | ---------------- | -------- | -------- | -------- | -------- | -------- | -------- | --------- | -------- |
| Martin Verner     | 100 m gyors      | 48,95    | 1.       | 21.      | kiesett  | kiesett  | kiesett  | kiesett   | kiesett  |
| Květoslav Svoboda | 200 m gyors      | 1:51,67  | 6.       | 46.      | kiesett  | kiesett  | kiesett  | kiesett   | kiesett  |
| Květoslav Svoboda | 400 m gyors      | 3:56,54  | 3.       | 33.      |          |          |          | kiesett   | kiesett  |
| Květoslav Svoboda | 200 m hát        | 2:03,12  | 3.       | 36.      | kiesett  | kiesett  | kiesett  | kiesett   | kiesett  |
| Tomáš Fučik       | 100 m hát        | 57,29    | 8.       | 41.      | kiesett  | kiesett  | kiesett  | kiesett   | kiesett  |
| Tomáš Fučik       | 200 m vegyes     | 2:02,85  | 4.       | 31.      | kiesett  | kiesett  | kiesett  | kiesett   | kiesett  |
| Jiří Jedlička     | 100 m mell       | 1:01,56  | 5.       | 29.      | kiesett  | kiesett  | kiesett  | kiesett   | kiesett  |
| Jiří Jedlička     | 200 m mell       | 2:15,79  | 4.       | 39.      | kiesett  | kiesett  | kiesett  | kiesett   | kiesett  |
| Michal Rubáček    | 100 m pillangó   | 53,53    | 4.       | 42.      | kiesett  | kiesett  | kiesett  | kiesett   | kiesett  |
| Rostislav Vítek   | 10 km nyílt vízi |          |          |          |          |          |          | 1:52:41,8 | 17.      |

Női
| Versenyző       | Versenyszám      | Előfutam | Előfutam | Előfutam | Elődöntő | Elődöntő | Elődöntő | Döntő     | Döntő    |
| Versenyző       | Versenyszám      | Idő      | Hely.    | Össz.    | Idő      | Hely.    | Össz.    | Idő       | Helyezés |
| --------------- | ---------------- | -------- | -------- | -------- | -------- | -------- | -------- | --------- | -------- |
| Sandra Kazíková | 50 m gyors       | 25,54    | 3.       | 29.      | kiesett  | kiesett  | kiesett  | kiesett   | kiesett  |
| Jana Klusáčková | 100 m gyors      | 55,92    | 8.       | 31.      | kiesett  | kiesett  | kiesett  | kiesett   | kiesett  |
| Petra Klosová   | 100 m hát        | 1:03,36  | 7.       | 39.      | kiesett  | kiesett  | kiesett  | kiesett   | kiesett  |
| Jana Pechanová  | 10 km nyílt vízi |          |          |          |          |          |          | 1:59:39,7 | 8.       |

## Vitorlázás
Férfi
| Versenyző    | Versenyszám | Futam | Futam | Futam | Futam | Futam | Futam | Futam | Futam | Futam | Futam | Pontszám | Helyezés |
| Versenyző    | Versenyszám | 1     | 2     | 3     | 4     | 5     | 6     | 7     | 8     | 9     | É     | Pontszám | Helyezés |
| ------------ | ----------- | ----- | ----- | ----- | ----- | ----- | ----- | ----- | ----- | ----- | ----- | -------- | -------- |
| Martin Trčka | Laser       | 29    | 36    | 38    | 13    | 29    | 19    | 26    |       | 12    | -     | 202      | 31.      |

Női
| Versenyző                     | Versenyszám    | Futam | Futam | Futam | Futam | Futam | Futam | Futam | Futam | Futam | Futam | Futam | Pontszám | Helyezés |
| Versenyző                     | Versenyszám    | 1     | 2     | 3     | 4     | 5     | 6     | 7     | 8     | 9     | 10    | É     | Pontszám | Helyezés |
| ----------------------------- | -------------- | ----- | ----- | ----- | ----- | ----- | ----- | ----- | ----- | ----- | ----- | ----- | -------- | -------- |
| Lenka Mrzilková Lenka Šmídová | 470-es osztály | 6     | 4     | 12    | 11    | 11    | 5     | 11    | 11    | 9     | 1     | 14    | 83       | 7.       |

Nyílt
| Versenyző    | Versenyszám | Futam | Futam | Futam | Futam | Futam | Futam | Futam | Futam | Futam | Pontszám | Helyezés |
| Versenyző    | Versenyszám | 1     | 2     | 3     | 4     | 5     | 6     | 7     | 8     | É     | Pontszám | Helyezés |
| ------------ | ----------- | ----- | ----- | ----- | ----- | ----- | ----- | ----- | ----- | ----- | -------- | -------- |
| Michal Maier | Finn dingi  | 15    | 14    | 22    | 25    | 21    | 23    | 19    | 23    | -     | 137      | 25.      |

É - éremfutam